# Henutszen

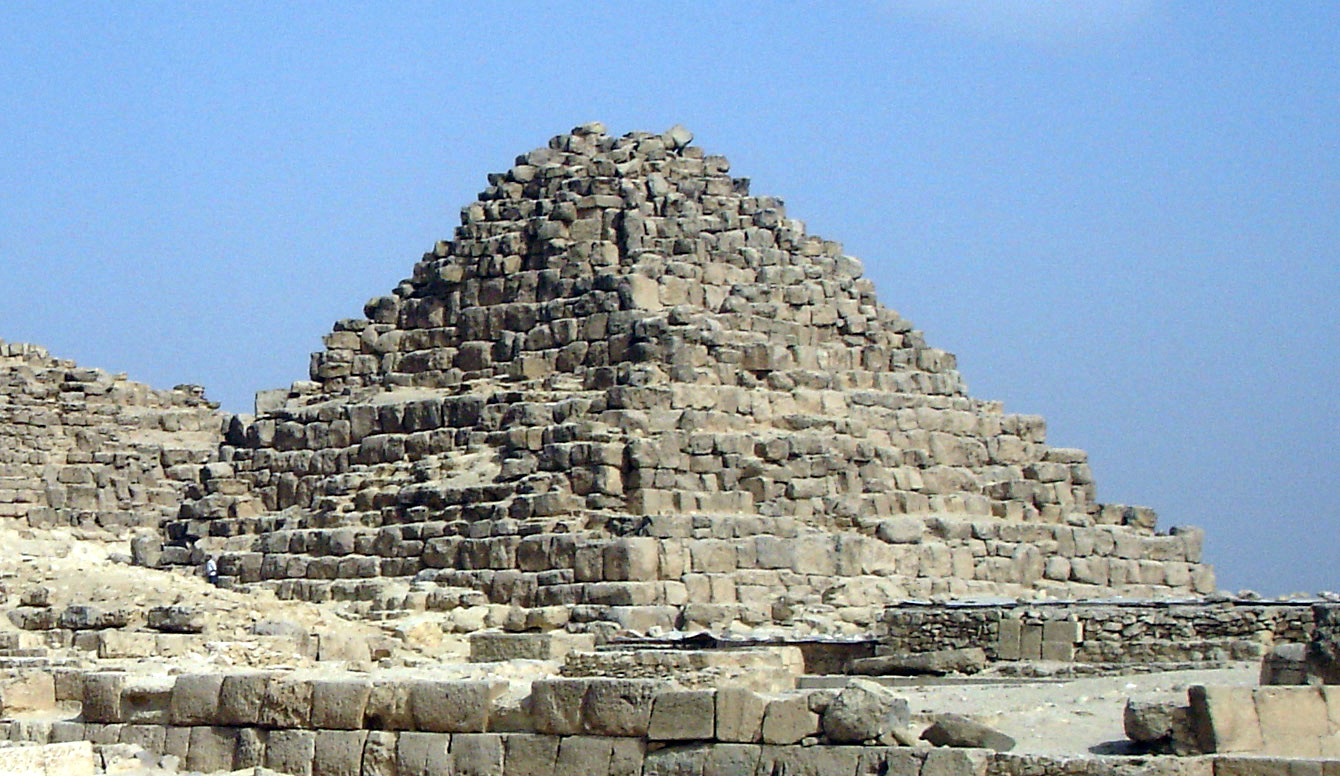
GIc, valószínűleg Henutsen piramisa

Henutszen ókori egyiptomi királyné a IV. dinasztia idején. Egyes tudósok szerint Sznofru lánya, de ez nem általánosan elfogadott. Király lányaként csak egy XXVI. dinasztiabeli sztélé említi, ezt egy Ízisz-templom mellett találták, amelyet a XXI. dinasztia idején építettek a GIc jelű piramis (feltehetőleg Henutszen piramisa) közelében, a sztélé azonban csaknem kétezer évvel Henutszen halála után készült, így nem biztos, hogy pontos információkat közöl. Az egyetlen királyi cím, amelyet Henutszen teljes bizonyossággal viselt, „a király felesége”. Hufuhaf és Minhaf hercegek anyja.
Henutszen piramisa, a GIc piramis a terv szerint nem volt Hufu piramiskomplexumának része, déli oldala nem a Nagy-piramishoz igazodik, hanem a szomszédos masztabához, amit Hufuhaf herceg és vezír számára építettek. Dr. Rainer Stadelmann német egyiptológus feltételezése szerint Hufuhaf herceg azonos a későbbi Hafré fáraóval és ő építtette a piramist anyja számára, de a herceg és a fáraó azonosítása kétséges.
Feltételezik (bár Hérodotosz név szerint nem említi), hogy ő Hérodotosz elbeszélésében Hufu lánya, akit a fáraó beadott egy bordélyházba, hogy a bevételekből finanszírozza a gízai nagy piramis építését. Ez természetesen csak legenda.